# Excavarus etrocaulus
Excavarus etrocaulus là một loài tò vò trong họ Ichneumonidae.